# Perevoz
Perevoz (en rus: Перевоз) és un poble de l'óblast de Vólogda, a Rússia, que el 2002 tenia 14 habitants.